# Caloptilia rhois
Caloptilia rhois är en fjärilsart som beskrevs av Tosio Kumata 1982. Caloptilia rhois ingår i släktet Caloptilia och familjen styltmalar.
Artens utbredningsområde är Hongkong (Kina). Inga underarter finns listade i Catalogue of Life.